# Jonathan Schmid
Jonathan Schmid (ur. 22 czerwca 1990 w Strasburgu) – francuski piłkarz występujący na pozycji obrońcy w niemieckim klubie SC Freiburg.
W rozgrywkach Bundesligi zadebiutował 22 stycznia 2011 roku w meczu przeciwko 1. FC Nürnberg (1:1).